# Stainfield
Stainfield är en civil parish i Storbritannien.   Den ligger i grevskapet Lincolnshire och riksdelen England, i den sydöstra delen av landet, 190 km norr om huvudstaden London.